# Bellport (Nova York)
Bellport és una població dels Estats Units a l'estat de Nova York. Segons el cens del 2000 tenia 2.363 habitants.

## Demografia
Segons el cens del 2000, Bellport tenia 2.363 habitants, 993 habitatges, i 684 famílies. La densitat de població era de 624,9 habitants/km².
Dels 993 habitatges en un 23% hi vivien nens de menys de 18 anys, en un 58,4% hi vivien parelles casades, en un 7,8% dones solteres, i en un 31,1% no eren unitats familiars. En el 24,5% dels habitatges hi vivien persones soles el 12,5% de les quals corresponia a persones de 65 anys o més que vivien soles. El nombre mitjà de persones vivint en cada habitatge era de 2,38 i el nombre mitjà de persones que vivien en cada família era de 2,86.
Per edats la població es repartia de la següent manera: un 18,7% tenia menys de 18 anys, un 4,6% entre 18 i 24, un 24% entre 25 i 44, un 32,2% de 45 a 60 i un 20,4% 65 anys o més.
L'edat mediana era de 46 anys. Per cada 100 dones de 18 o més anys hi havia 89,8 homes.
La renda mediana per habitatge era de 77.523 $ i la renda mediana per família de 80.850 $. Els homes tenien una renda mediana de 51.189 $ mentre que les dones 40.985 $. La renda per capita de la població era de 38.906 $. Entorn del 0,6% de les famílies i l'1,6% de la població estaven per davall del llindar de pobresa.